# دوريان منقلب
دوريان منقلب (الاسم العلمي: Durio carinatus) هو نوع نباتي يتبع جنس الدوريان من فصيلة الخبازية.